# Papilio thoas
Papilio thoas là một loài bướm thuộc họ Papilionidae. Chúng được tìm thấy ở Hoa Kỳ và México đến cực nam của Nam Mỹ.
Sải cánh dài 100–130 mm. Ở xứ nhiệt đới nó bay quanh năm, ở Bắc Mỹ nó bay từ tháng 4 đến tháng 7 tùy theo địa điểm, and Ở Nam Mỹ nó bay vào mùa xuân và mùa hè
Ấu trùng ăn các loài cây của họ cam chan, Rutaceae. Con bướm trưởng thành ăn mật hoa của các loài Lantana, Caesalpinia, và Bougainvillea và các loài khác nữa.

## Phụ loài
Liệt kê theo bảng chữ cái.
- P. t. autocles Rothschild & Jordan, 1906
- P. t. brasiliensis Rothschild & Jordan, 1906
- P. t. cinyras Ménétriés, 1857
- P. t. nealces Rothschild & Jordan, 1906
- P. t. oviedo Gundlach, 1866
- P. t. thoantiades Burmeister, 1878
- P. t. thoas Linnaeus, 1771

## Hình ảnh

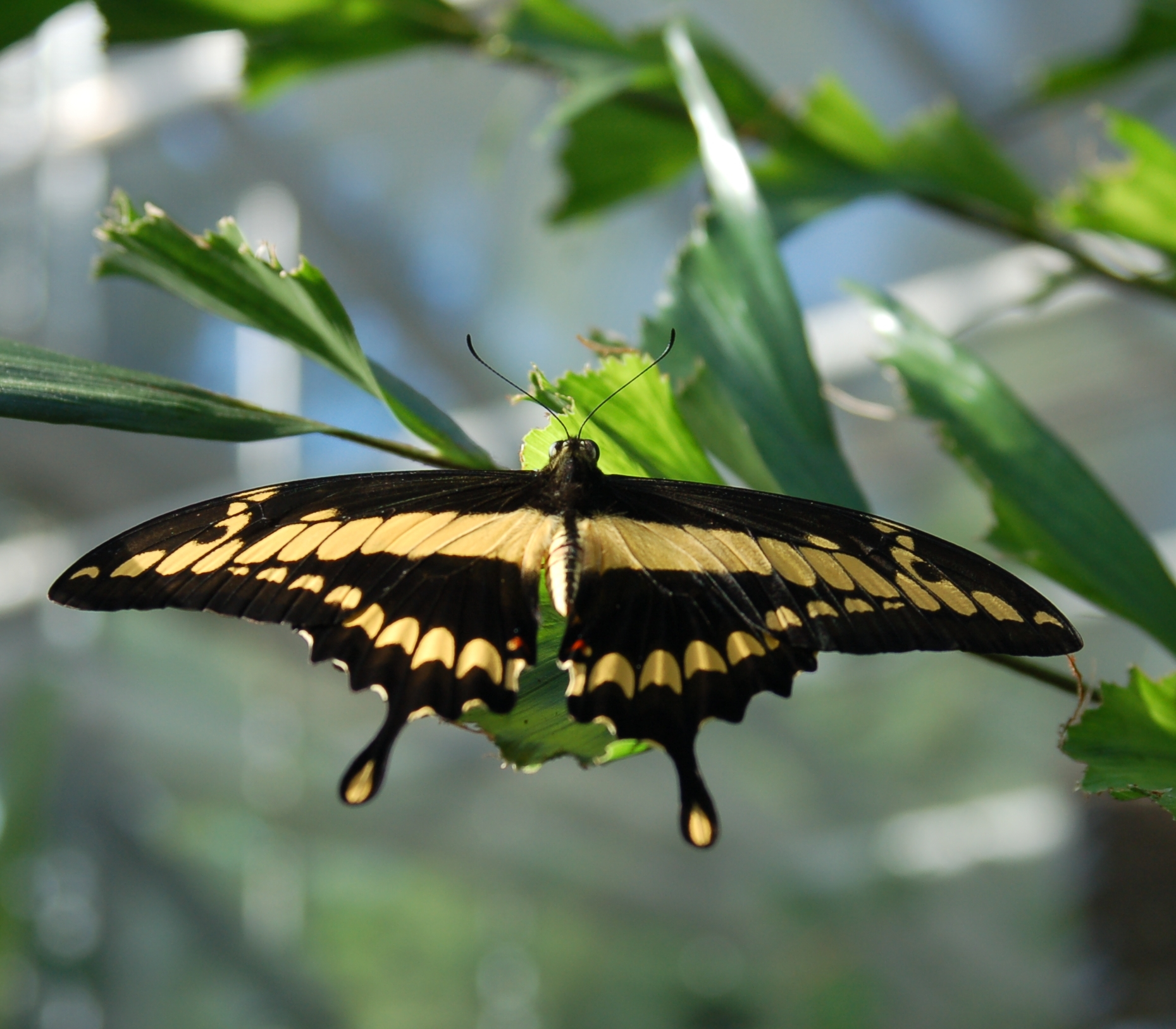
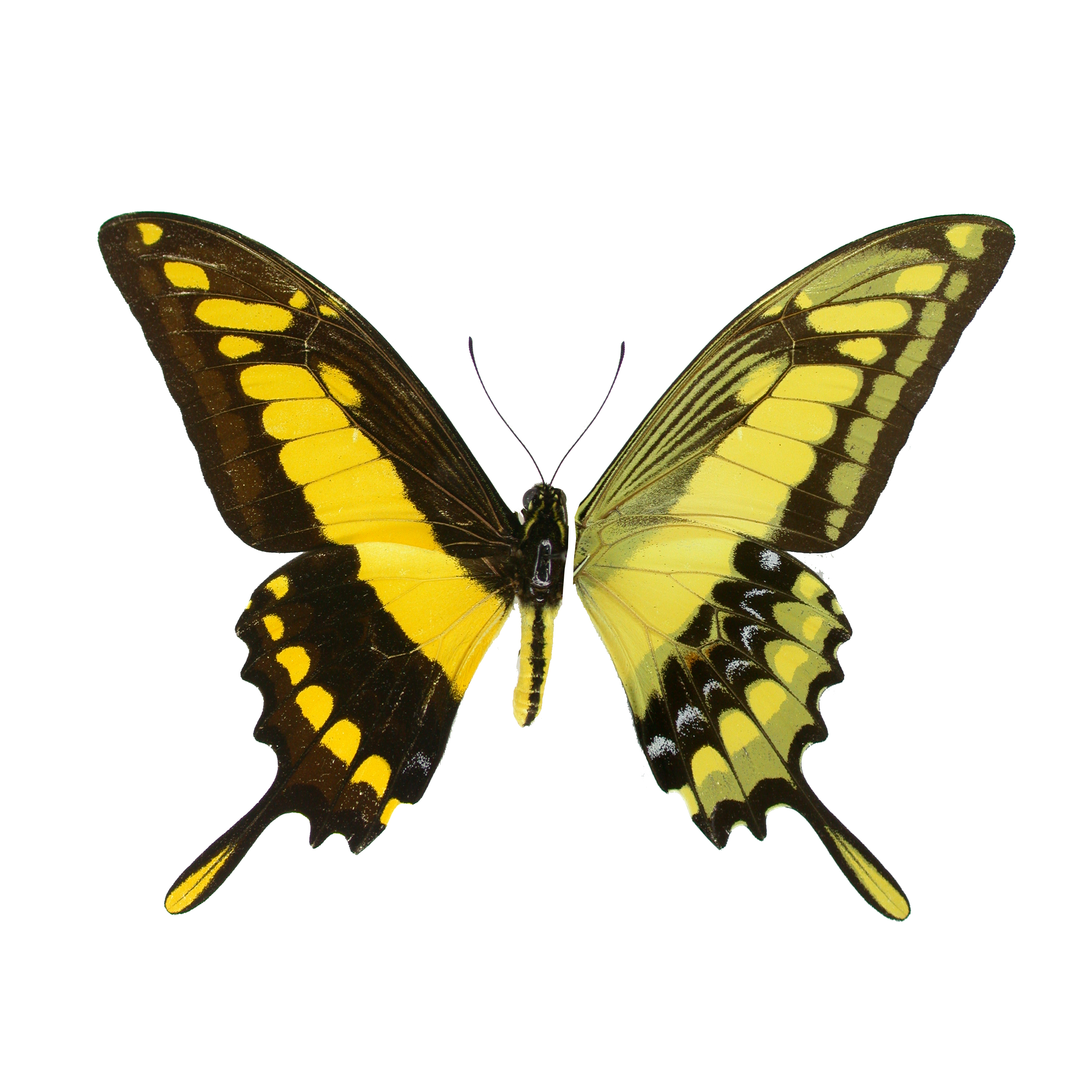
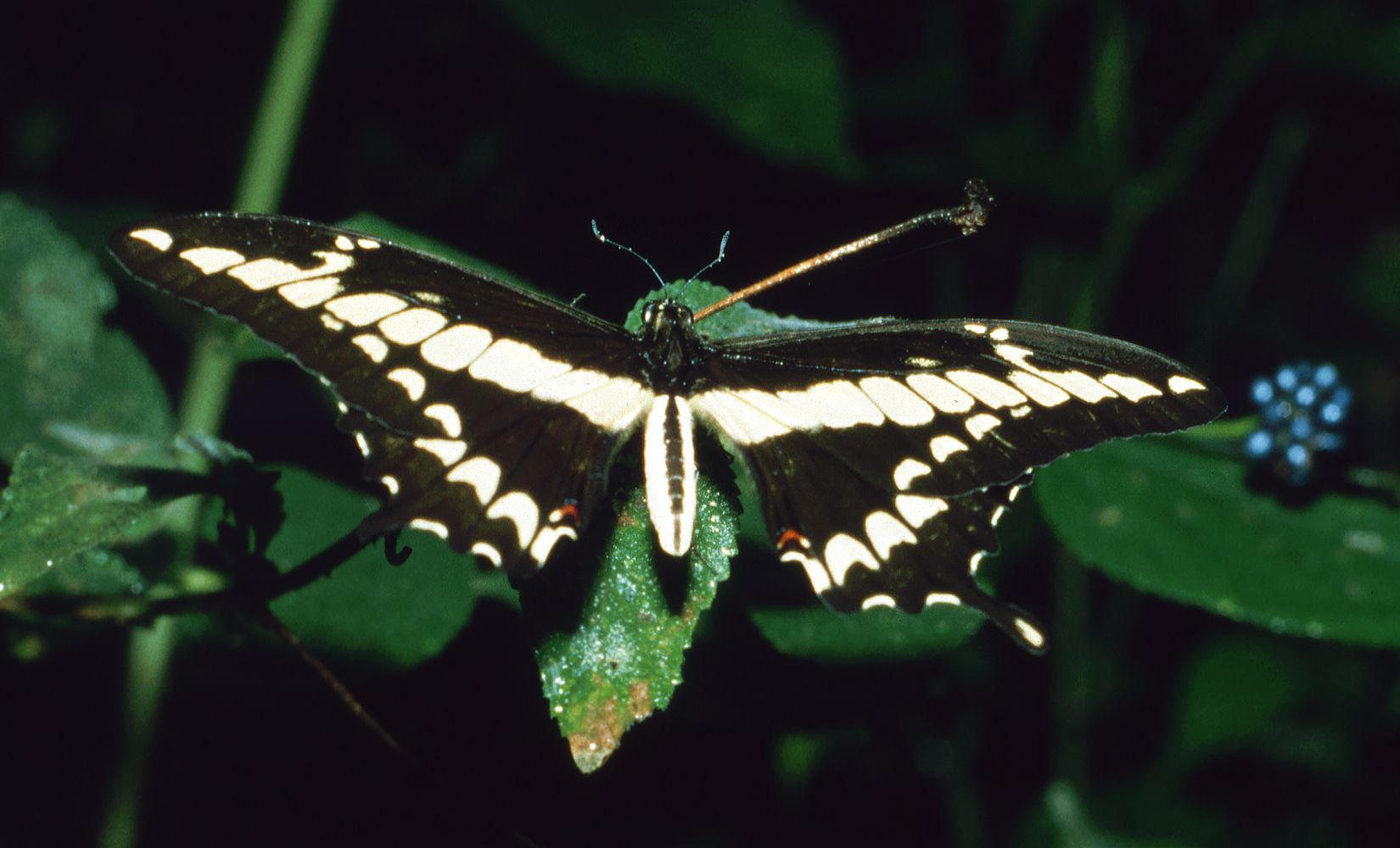
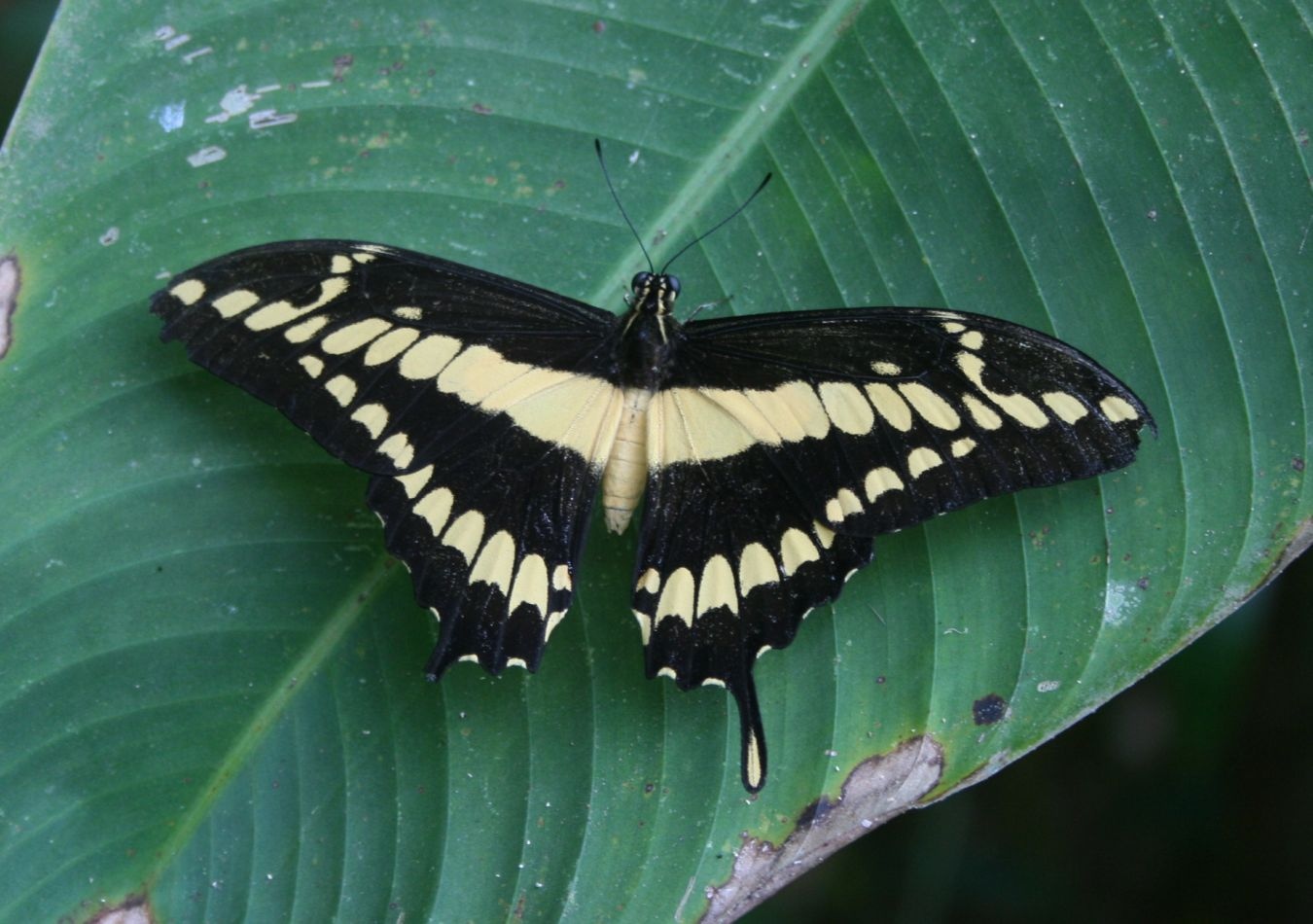
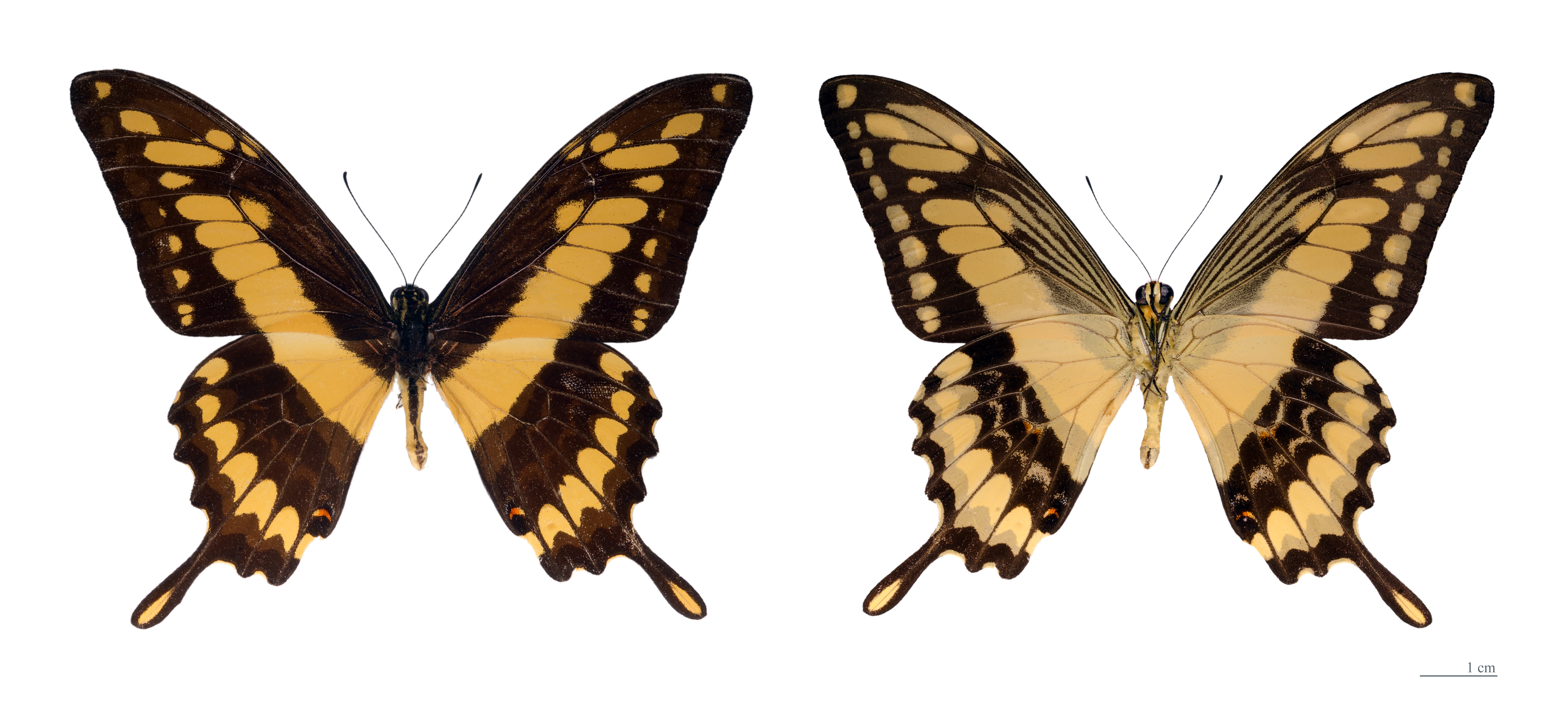
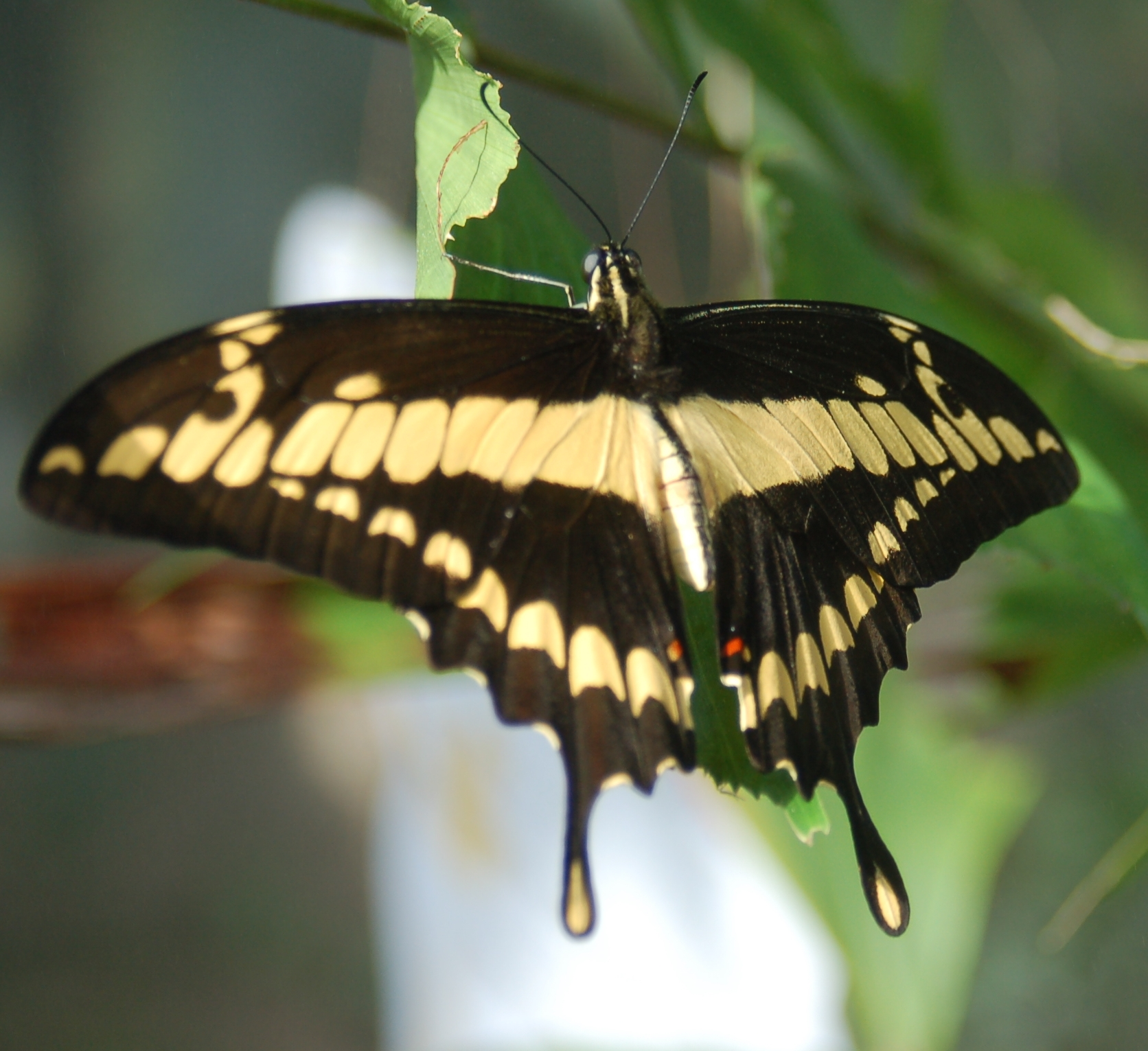